# Von hier an blind
Von hier an blind (Odsud naslepo) je druhé studiové album německé skupiny Wir sind Helden. Bylo vydáno 4. dubna 2005 u EMI Music a řadí se do popmusic.

## Seznam stop
1. Wenn es passiert (Až se to stane) – 3:33
2. Echolot (Echolot) – 4:31
3. Von hier an blind (Odsud naslepo) – 3:30
4. Zuhälter (Pasák) – 3:30
5. Ein Elefant für dich (Slonem pro tebe) – 4:42
6. Darf ich das behalten? (Smím si to ponechat?) – 3:18
7. Wütend genug (Dost naštvaná) – 4:29
8. Geht auseinander (Rozejděte se) – 3:10
9. Zieh dir was an (Obleč si něco) – 3:26
10. Gekommen um zu bleiben (Přišli, aby zůstali) – 3:10
11. Nur ein Wort (Jen jedno slovo) – 3:56
12. Ich werde mein Leben lang üben, dich so zu lieben, wie ich dich lieben will, wenn du gehst (Budu se celý život snažit milovat tě tak, jak tě milovat chci, když jdeš) – 2:52
13. Bist du nicht müde? (Nejsi unavený?) – 3:53

## Zveřejnění
Von hier an blind bylo v Německu zveřejněno 4. dubna 2005, 18. dubna se dostalo na první místo německých hitparád a 20 týdnů se drželo v první desítce. Bylo prodáno více než 300 000 kusů a album tak získalo platinu.
Byla vydána i limitovaná edice, která nabízí náhled do vzniku a produkce alba. Tato limitovaná edice obsahuje dodatečné DVD s dokumentací a rozhovory s členy skupiny o každé písni alba. Kromě toho obsahuje hru, při které uživatel může podle libosti rozdat role v kapele. Jako výsledek si pak může v této konstelaci pustit písničku Nur ein Wort.

## Singly
| Datum vydání    | Titul                  | Umístění v žebříčku | Umístění v žebříčku | Umístění v žebříčku |
| Datum vydání    | Titul                  | DE                  | AT                  | CH                  |
| --------------- | ---------------------- | ------------------- | ------------------- | ------------------- |
| 28. února 2005  | Gekommen um zu bleiben | 24                  | 4                   | 39                  |
| 17. května 2005 | Nur ein Wort           | 28                  | 13                  | -                   |
| 26. září 2005   | Von hier an blind      | 42                  | 57                  | -                   |
| 13. ledna 2006  | Wenn es passiert       | 41                  | 34                  | -                   |

### Gekommen um zu bleiben
1. Gekommen um zu bleiben – 3:11
2. Gekommen um zu bleiben (Demo) – 2:45
3. Keine Angst mehr – 2:54

### Nur ein Wort
1. Nur ein Wort – 3:56
2. Halt dich an deiner Liebe fest (live 2003) (Möbius/Seitz) – 4:16
3. Gekommen um zu bleiben (Moonbootica Remix) – 5:43
4. Nur ein Wort (Demo 2001) – 3:07
5. Nur ein Wort (Demo 2004) – 3:13
6. Abendbrot Remix (gekommen um zu essen) – 1:11

### Von hier an blind
1. Von hier an blind – 3:22
2. Friede, Freude, Lagerfeuer – 3:09
3. Von hier an blind (japonská verze) – 3:32
4. In mir drin – 3:02

### Wenn es passiert
1. Wenn es passiert – 3:34
2. Rüssel an Schwanz (live) – 7:23
3. Ausser dir (live) – 3:56